# 山形新幹線
山形新幹線（やまがたしんかんせん）は、東京都千代田区の東京駅から、福島県福島市の福島駅、山形県山形市の山形駅を経て同県新庄市の新庄駅まで東北新幹線及び奥羽本線を直通して走行する、東日本旅客鉄道（JR東日本）の新幹線車両を使用した列車の通称およびその列車が走行する同区間の通称。ラインカラーはオレンジ（■）。
東京駅 - 福島駅間は東北新幹線であるとして、狭義には在来線である奥羽本線の設備を利用している福島駅 - 山形駅 - 新庄駅間を山形新幹線とする二次資料も存在する。以下、特記なき場合は直通運転系統としての山形新幹線（東京駅 - 山形駅・新庄駅間）について記述する。

## 概要
1992年（平成4年）、全国新幹線鉄道整備法に基づかない新在直通方式のミニ新幹線として、東京駅 - 山形駅間で開業し、1999年（平成11年）に新庄駅まで延伸開業した。奥羽本線の福島駅 - 新庄駅間の軌間（線路幅）を1435 mmの標準軌に改軌して、特急「つばさ」が東北新幹線と直通運転を行っている。同法では「主たる区間を列車が二百キロメートル毎時以上の高速度で走行できる幹線鉄道」を新幹線と定義しており、福島駅 - 新庄駅間は法律上は在来線であり、最高速度も設備的な制約もあって130 km/hとなっている。同区間を走る普通列車には山形線の愛称が付いている。
「つばさ」には1999年（平成11年）から投入されたE3系または2024年（令和6年）から投入されたE8系車両が用いられており、東北新幹線を走行する東京駅 - 福島駅間は基本的にE2系またはE5系の「やまびこ」と連結し、E8系とE5系では東北新幹線内を最高速度300 km/hで、E3系を使う列車は275 km/hで運行している。

## 歴史
1981年（昭和56年）1月に第47回国民体育大会（べにばな国体）が山形県で1992年（平成4年）に開かれることが内定すると、山形県はそれに併せ交通体系の整備を進めるべく、同年6月に「山形県総合的交通体系整備問題調査会」を設置した。相前後して国鉄運転局長に就いた山之内秀一郎（のちJR東日本副社長、宇宙航空研究開発機構初代理事長）は、フランスの高速鉄道であるTGVが終着駅から在来線に乗り入れ地方都市に直通していることに着目し、スキーの名所として知られる蔵王のある山形に新幹線を乗り入れさせたいとの一念からミニ新幹線構想を思い立った。山之内は間を置かず国鉄内部で構想を披歴するが、誰もが本気に受け止めてくれなかった。そのような中、土木部門の先輩の一人が興味を示し、山形県と秋田県に新幹線を乗り入れる具体的な路線計画としてまとめてくれた。折しも、山之内が山形県幹部や同県選出国会議員と懇談する機会があったため、この構想を紹介してみると、あまりにも意外な計画に思われたのか最初はほとんど反応がなかった。しかし、1年ほど経過したのちこの計画が動き出し、同調査会がさらに調査し、1983年（昭和58年）に「県都（山形）新幹線の導入構想」を提言した。
提言を受け、山形県は新幹線直行特急（ミニ新幹線）こそ現実的で実現可能なものとして運輸省や国鉄などに強力に要望を開始し、1986年（昭和61年）10月、国鉄のミニ新幹線検討プロジェクトチームは、対象線区として福島駅 - 山形駅間を選定した。国鉄は当初、山形駅への乗り入れ方法として、福島県の北隣である宮城県の仙台駅で分岐して仙山線を経由するルートを考えていたが、山形県内から県土の中心部を走ることで在来線駅をはじめ地域活性化に好影響を与えたいとの要望が寄せられていたことを踏まえ、福島駅で東北新幹線から分岐し、米沢駅を経由して山形駅に向かう奥羽本線の改良工事を進める方針を決めた。
分割民営化によって国鉄がJR東日本に衣替えした後の1987年（昭和62年）7月には、運輸省、学識経験者、JR東日本などによって「新幹線・在来線直通運転調査委員会」が組織され、ミニ新幹線の誘致合戦が激化していた中、対象線区として福島駅 - 山形駅間がモデル線区として正式に決定された。同年、運輸省はミニ新幹線を含む在来線活性化事業を政府予算案概算要求に盛り込み、同年12月の大蔵省原案には入らなかったが、年末の復活折衝で1988年度（昭和63年度）予算案に国の補助金1億7000万円が盛り込まれることが決定した。この際には、山形選出で運輸政務次官や自民党運輸部会長を歴任した当時同党総務局長であった鹿野道彦（のち離党）が、ミニ新幹線構想を「新幹線事業」ではなく「在来線活性化事業」と位置付け、運輸省や大蔵省を説いて回った。
国の補助金決定を受け、1988年（昭和63年）4月に山形新幹線建設事業の推進母体として資本金90億円で山形ジェイアール直行特急保有が設立され、同年8月には山形駅前で起工式が挙行された。山形新幹線建設工事は大規模な全面改軌工事であり、しかも一部バス代行輸送のところもあったが、福島駅 - 山形駅間を営業しながらの作業という難工事であった。しかし、既設の設備を最大限利用することによって、工事費の削減と工事期間の短縮がはかられたというメリットは大きかった。新幹線建設工事が進捗すると、停車駅の立地する地方自治体も新幹線開通に併せ駅舎を改築あるいは新築しようとの機運が高まり、停車駅の全てが新造されたほか、駅周辺の整備も進められた。
べにばな国体夏季大会を前にした1992年（平成4年）7月1日、約4年の工期を経て、山形新幹線は開業した。事業費は630億円で、内訳は地上357億円、車両273億円であった。

### 整備効果
山形新幹線の開業により東京駅 - 山形駅間は最速3時間09分から最速2時間27分に大きく短縮、平均所要時間を2時間42分と3時間を切った。この所要時間短縮効果42分のうち直通化による直接影響である福島駅での乗り継ぎ解消は10分程度に過ぎず、残る32分は奥羽本線内での最高速度95km/hから130km/hへの引き上げによるものだとしている。
また在来線特急「つばさ」は定期列車で7往復しか運転がなかったが、山形新幹線「つばさ」に置き換わるにあたり14往復に倍増している。また在来線特急「つばさ」時代には臨時昼行列車はほとんど設定してこなかったが、山形新幹線「つばさ」登場以来臨時列車の運転により多客期はおよそ2倍の運転本数を確保するようになり臨時増発を図るようになった。

### 山形ジェイアール直行特急保有
山形ジェイアール直行特急保有株式会社（やまがたジェイアールちょっこうとっきゅうほゆう）は、かつて存在した、山形新幹線の鉄道施設ならびに鉄道車両を保有し、JR東日本に貸し付けを行うための事業を営んでいた第三セクター企業である。インフラストラクチャーを保有していたが鉄道事業法における第三種鉄道事業者ではなかった。
1988年（昭和63）4月、山形新幹線建設事業の推進母体として、奥羽本線福島駅 - 山形駅間の鉄道施設の改良工事を実施すると共に、改良工事完成後の鉄道施設や直通運転用車両（400系電車）を所有し、JR東日本に貸し付けることを目的に設立。設立時の資本金は90億円で主たる株主として山形県、JR東日本、山形市、東日本キヨスク、富士銀行、第一勧業銀行、山形銀行、東北電力が名を連ねた。
1995年（平成7年）には、車両増設に伴い山形県が10億円、山形市が2億円を追加出資して、資本金が102億円になった。
なお、1999年（平成11年）に開業した山形駅 - 新庄駅間については、JR東日本が事業主体となって整備が行われたため、施設は当初よりJR東日本の所有であり、当社は鉄道車両の提供のみの関係にあった。
山形新幹線「つばさ」号で使用された400系電車の増結車を除く6両×12本（L1 - 12編成、計84両）を所有していた。2008年（平成20年）12月以降順次、E3系2000番台電車の投入により、400系電車は代替廃車された。なお、E3系2000番台電車はJR東日本の所有である。
2010年（平成22年）に400系電車の運用を終了し、以後は鉄道施設の貸付事業のみとなったが、2018年（平成30年）3月に満期を迎えることから、保有する施設をJR東日本に譲渡した上で、同月末で会社を解散、同年9月21日に清算結了により法人格が消滅した。

### 新庄駅への延伸
1993年（平成5年）7月、山形県は山形新幹線の新庄駅への延伸を翌年度における重要事業として推し進めることを決定し、翌1994年（平成6年）1月、県、沿線市町村、民間団体の結束によって「山形新幹線新庄延伸推進会議」が発足した。加えて同年9月には県からの呼びかけで、県、国、JR東日本、学識経験者による「山形県在来線高速化委員会」が設立された。しかしJR東日本は、山形駅 - 新庄駅間（約61キロメートル）の特急利用者が1日往復2千人という赤字路線であったため延伸に慎重な姿勢であった。だが、1997年（平成9年）2月、県の外郭団体である財団法人山形県観光開発公社（現：公益社団法人山形県観光物産協会）が建設費など351億円をJR東日本に無利子で貸し付け、同社は返済を10年間据え置いた後、10年で償還するという異例のスキーム（計画）の提示によって開業が決定した。
同年7月31日には、県から地域振興プロジェクト名目で協調融資を打診された山形銀行、荘内銀行、殖産銀行、山形しあわせ銀行および山形県信用農業協同組合連合会、新庄信用金庫がシンジケート団を組成し、延伸事業資金の6割に相当する208億5千万円を用立て、これに県の補助金を併せ建設費など351億円を捻出している。資金調達は地元銀行4行（当時）の競争と低金利を背景に県が有利に進めた。
1997年（平成9年）5月1日から延伸工事は着手され、標準軌化工事と共にJR東日本と沿線自治体は山形駅 - 新庄駅間に79か所あった踏切を跨線橋等の設置によって約半分の41か所まで減らしたほか、駅の改築、移設も進めた。加えて各駅にはパーク&ライド用の無料駐車場を全体計画で約3000台分を設置した。
1999年（平成11年）12月4日、2年半の工期を経て山形新幹線は新庄駅まで延伸開業した。これにより東京 - 新庄間は最速3時間32分から3時間05分に、平均3時間54分から3時間25分にそれぞれ短縮している。なおこちらも直通化に伴う所要時間短縮は8分で、残り19分は山形 - 新庄間ノンストップ運転による4分短縮と奥羽本線内最高速度を95km/hから130km/hに引き上げたことによる所要時間15分短縮となっている。
また新幹線列車の停車駅数は山形県内に10か所となり、都道府県別で最多となった。

### 年表
- 1988年（昭和63年）
  - 4月：山形新幹線建設事業の推進母体として山形ジェイアール直行特急保有株式会社を設立。
  - 8月25日：山形駅前で起工式を挙行。
- 1990年（平成2年）
  - 夏頃：奥羽本線改軌工事開始。
  - 11月14日：庭坂駅 - 板谷駅間で400系の試運転を開始。
- 1992年（平成4年）
  - 5月9日：福島駅構内でレール締結式[新聞 6]。
  - 7月1日：開業[新聞 7]。東北新幹線東京駅 - 山形駅間の直通運転開始[新聞 7]。400系電車営業運転開始（東北新幹線内は多くの列車で200系「やまびこ」と併結）[新聞 7]。6両編成[新聞 7]。
- 1995年（平成7年）12月1日：中間車1両を増結して7両編成化[新聞 8]。
- 1997年（平成9年）5月1日：山形駅 - 新庄駅間の延伸工事に着手[19]。
- 1999年（平成11年）
  - 4月29日：東北新幹線内の併結車両にE4系（Maxやまびこ）が加わる。
  - 12月4日：山形駅 - 新庄駅間が延伸開業。E3系1000番台電車投入。山形新幹線で使用されていた400系（左）と1999年に投入されたE3系1000番台（右）。2007年2月24日、新庄駅。
- 2001年（平成13年）

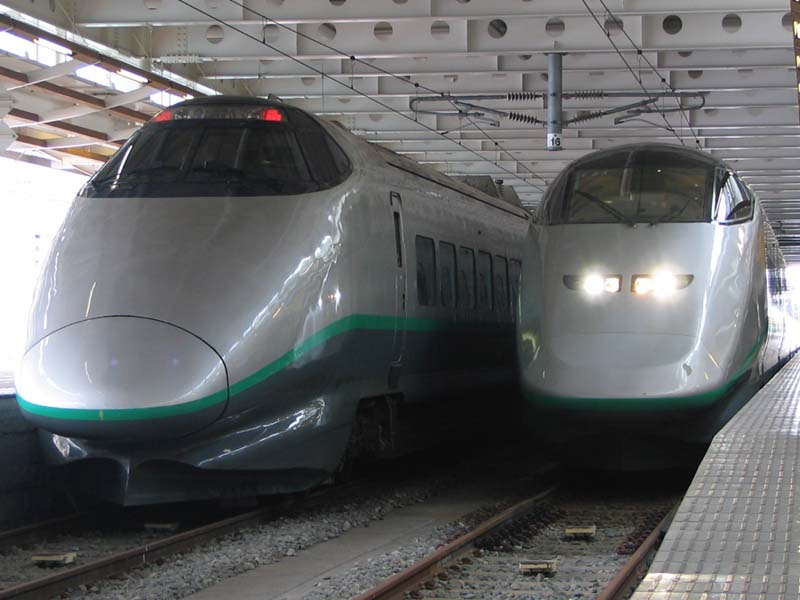
山形新幹線で使用されていた400系（左）と1999年に投入されたE3系1000番台（右）。2007年2月24日、新庄駅。

  - 1月4日：大雪の影響で、開業以来初めての終日運休。
  - 9月21日：東北新幹線内の併結車両が200系からE4系（Maxやまびこ）に統一。
- 2006年3月31日：山形ジェイアール直行特急保有が保有する400系電車の減価償却が終了。残りは改良工事完成後の鉄道施設の累積損失約3億円のみとなる。
- 2007年（平成19年）
  - 3月18日：健康増進法第25条により全車両の禁煙を実施。
  - 3月31日：山形ジェイアール直行特急保有が全ての累積損失を解消[22]。
- 2008年（平成20年）12月20日：E3系2000番台電車運転開始。
- 2010年（平成22年）
  - 4月18日：400系電車の営業運転を終了。
  - 4月30日：400系電車がJR東日本から返却され廃車。山形ジェイアール直行特急保有の事業は鉄道施設の貸付のみとなる[23]。
- 2011年（平成23年）
  - 3月11日：東北地方太平洋沖地震（東日本大震災）が発生。地震直後から全線で運転を見合わせ。
  - 3月31日：福島駅 - 新庄駅間の運転再開となる。ただし、福島駅では在来線ホームへの乗り入れとなった（4月11日まで）[報道 1]。
  - 4月7日：東北地方太平洋沖地震の余震により再び全線運休。
  - 4月11日：全線運転再開、翌12日には東北新幹線乗り入れ再開。ただし東北新幹線内もE3系単独編成での運転。
  - 4月25日：東北新幹線内の併結運転が再開。
  - 7月9日：福島駅までの減速運転解消に伴うダイヤ改正により、震災前の本数・所要時間に戻される。
- 2012年（平成24年）
  - 3月17日：東北新幹線内の併結車両の一部をE2系へ置き換え。同時に東北新幹線内での最高速度を275km/hへ引き上げて所要時間を短縮。
  - 9月29日：東北新幹線内の併結車両がE4系（Maxやまびこ）からE2系（やまびこ）に統一。
- 2013年（平成25年）7月20日：北山形駅構内での信号設備火災の影響で、山形駅 - 新庄駅間が26日まで運休。
- 2014年（平成26年）
  - 4月26日：白地に紫色と赤色・黄色ラインの新デザイン車両[報道 2]運行開始[24]。
  - 7月19日：観光列車「とれいゆ つばさ」を福島駅 - 新庄駅間で運行開始[25]。
- 2016年（平成28年）10月29日：開業時から使用されていたシルバーの車体に緑色ラインの車両がラストランとなり、全車両とも新デザインに統一。
- 2017年（平成29年）
  - 2月3日：東北新幹線区間直通で初めて「とれいゆつばさ」車両による臨時列車を、この日は東北新幹線上野駅→山形駅、2月16日、2月23日は上野駅→天童駅[報道 3]にて運転。
  - 7月1日：「とれいゆつばさ」車両による臨時列車「山形新幹線開業25周年記念号」を新庄駅→東京駅[報道 4]にて運転。
  - 7月6-7日：山形・東北・上越・北陸新幹線で運んだ5県の朝採れ野菜を東京駅で販売する「朝採れ新幹線マルシェ」を実施[報道 5]。
- 2018年（平成30年）
  - 3月20日：同月末の施設貸付期間の満了に伴い、山形ジェイアール直行特急保有は施設をJR東日本に譲渡すること、並びに会社の解散を株主総会で決議[17]。
  - 3月31日：山形ジェイアール直行特急保有が鉄道施設をJR東日本に譲渡し、解散[17]。
  - 9月21日：山形ジェイアール直行特急保有が清算結了。
  - 12月27日：板谷駅 - 峠駅間のトンネル内（約4.1 km）で、携帯電話不通区間が解消[注 5][報道 7]。
- 2020年（令和2年）
  - 1月24日：赤岩駅 - 板谷駅間のトンネル内（約5.9 km）で、携帯電話不通区間が解消[報道 6]。
  - 3月3日：JR東日本が2024年春からE8系を順次投入すること、福島駅におけるアプローチ線の新設工事に着手することを発表[報道 8]。
  - 7月8日：この日までに、庭坂駅 - 赤岩駅間のトンネル内（約4.8 km）で、携帯電話不通区間が解消[報道 9]。
  - 12月15日：峠駅 - 大沢駅間および芦沢駅 - 舟形駅間のトンネル内（約2.0 km）で、携帯電話不通区間が解消[報道 10]。これに伴い、山形新幹線全区間の携帯電話の利用が可能となる[報道 10]。
- 2022年（令和4年）
  - 3月6日：この日をもって「とれいゆつばさ」の定期運行終了[報道 11]。
  - 3月12日：全列車が全車指定席化および特急料金改定[報道 12][新聞 9]。
  - 3月27日：「とれいゆつばさ」の運行が終了[新聞 10]。
  - 6月9日：山形新幹線開業30周年記念のラッピング車両が運行開始（11月下旬頃までの予定）[報道 13]。また、東北新幹線でも開業40周年記念で200系カラーを復刻した車両の運行が開始され[新聞 11]、東北新幹線での併結車両が復刻カラー車の場合に、山形新幹線では放送されたことがない「ふるさとチャイム」が福島以南で放送されるようになった。
  - 7月2日：山形駅で開業30周年式典[新聞 12]。
- 2023年（令和5年）3月1日：E8系が初めて山形新幹線区間の試運転を開始。
- 2024年（令和6年）
  - 3月16日：E8系が営業運転開始[報道 14]。
  - 7月25日：東北地方を中心とした記録的な豪雨の影響により、舟形駅 -  芦沢駅間でのり面の崩壊が発生。当面の間、山形駅 - 新庄駅間にて運転を取りやめると発表される[26]。
  - 7月28日 : 同年8月中旬頃まで山形駅 - 新庄駅間の運転を見合わせ、代行輸送は行わないことを発表。
- 2025年（令和7年）
  - 3月6日：同日に東北新幹線で発生した車両分離インシデントを受け[新聞 13]、東北新幹線内で「やまびこ」との併結を行う列車については当面の間、東北新幹線への直通を見合わせ、東京駅 - 福島駅間を運休し、福島駅 - 新庄駅間での折り返し運転とする[新聞 14][新聞 15][新聞 16][新聞 17]。併結を行わず全区間単独で運行する列車は、この間も通常通り東京駅発着で運行。
  - 3月14日：分離操作に関わる機器を固定する応急対策を施し、東北新幹線「やまびこ」との連結運転および東京駅直通運転を順次再開[新聞 18]。
  - 6月17日：東北新幹線 宇都宮駅 - 那須塩原駅間で営業運転前の確認運転を行っていたE8系が故障。この日東北・山形新幹線の他区間でもE8系が相次いで故障。原因判明までE8系の単独運転を取りやめ[新聞 19]。
  - 8月1日：E8系の単独運転を再開[新聞 20]。

## 運行形態
朝と夜の一部列車を除き、東北新幹線内（東京駅 - 福島駅間）は「やまびこ」の仙台駅発着列車と併結して走る。なお、山形新幹線の運転開始当初、併結車両は2001年（平成13年）9月20日まで200系だったが、1999年4月29日からE4系（Maxやまびこ）、2012年（平成24年）3月17日からE2系（やまびこ）となり、2024年（令和6年）3月16日から一部の列車がE5系との併結運転を開始した。
東北新幹線内の停車駅は、基本的に併結する「やまびこ」に合わせ東京駅・上野駅・大宮駅・宇都宮駅・郡山駅・福島駅であるが、上野駅・宇都宮駅・郡山駅は通過する列車が一部ある。詳細は「つばさ (列車)#停車駅」を参照。
車体色は銀色に緑のラインである。開業当時はそれまで白やクリーム色といったイメージがあった新幹線の中で際立って目立っており、車体色も銀色で、窓周りは黒と緑の細帯に塗られていた。2014年（平成26年）春以降、車体色は白をベースに橙の細帯と屋根は紫に塗られる塗装に順次変更されている。
なお、福島駅での連結・切り離しは、東北新幹線と奥羽本線を結ぶ連絡線とホームが、現在下り側に1本しか建設されていないため、上り・下りともに14番線（下り用のホーム）でのみ行う。そのため、上りの連結相手の「やまびこ」も同駅の北でいったん下り本線を渡って14番線ホームまで入線しなければならない。連結したあと、再び下り本線を渡って上り線に合流する。そのため、ダイヤ改正時は必ず緻密な計算が求められる。
新庄駅延伸後、東京駅発新庄駅行き「つばさ」において、始発駅の東京駅から山形駅までは、ホームや車体側面の行き先表記が「山形・新庄」行きと案内されており、仙台駅行き「やまびこ」との併結時のホーム列車案内は「仙台・山形・新庄」と、行き先が3つあるかのような表記がなされている。
山形新幹線の線路では地域輸送のための普通列車も走っており、地域輸送については「山形線」と呼ばれる。なお、この区間を走る普通列車専用車両は、新幹線の軌道幅である標準軌に合わせ、JR線では初めて標準軌用として製造され投入された。なお、山形新幹線は関根駅 - 羽前中山駅間（北赤湯信号場付近を除く）と山形駅 - 新庄駅間のほとんどが単線となっており、新幹線が普通列車を待ち合わせるという珍しい風景も見られる。これは、同じミニ新幹線方式で建設された秋田新幹線も同様で、どちらも速達性の障害となっている。
なお、新幹線は騒音への配慮や保守の関係から午前0時から午前6時までは定期列車は運転されないが、山形新幹線は前述の通り在来線扱いであるため、上り定期の始発列車「つばさ122号」は、新庄駅を5時40分に発車する（2025年3月15日ダイヤ改正時点）。

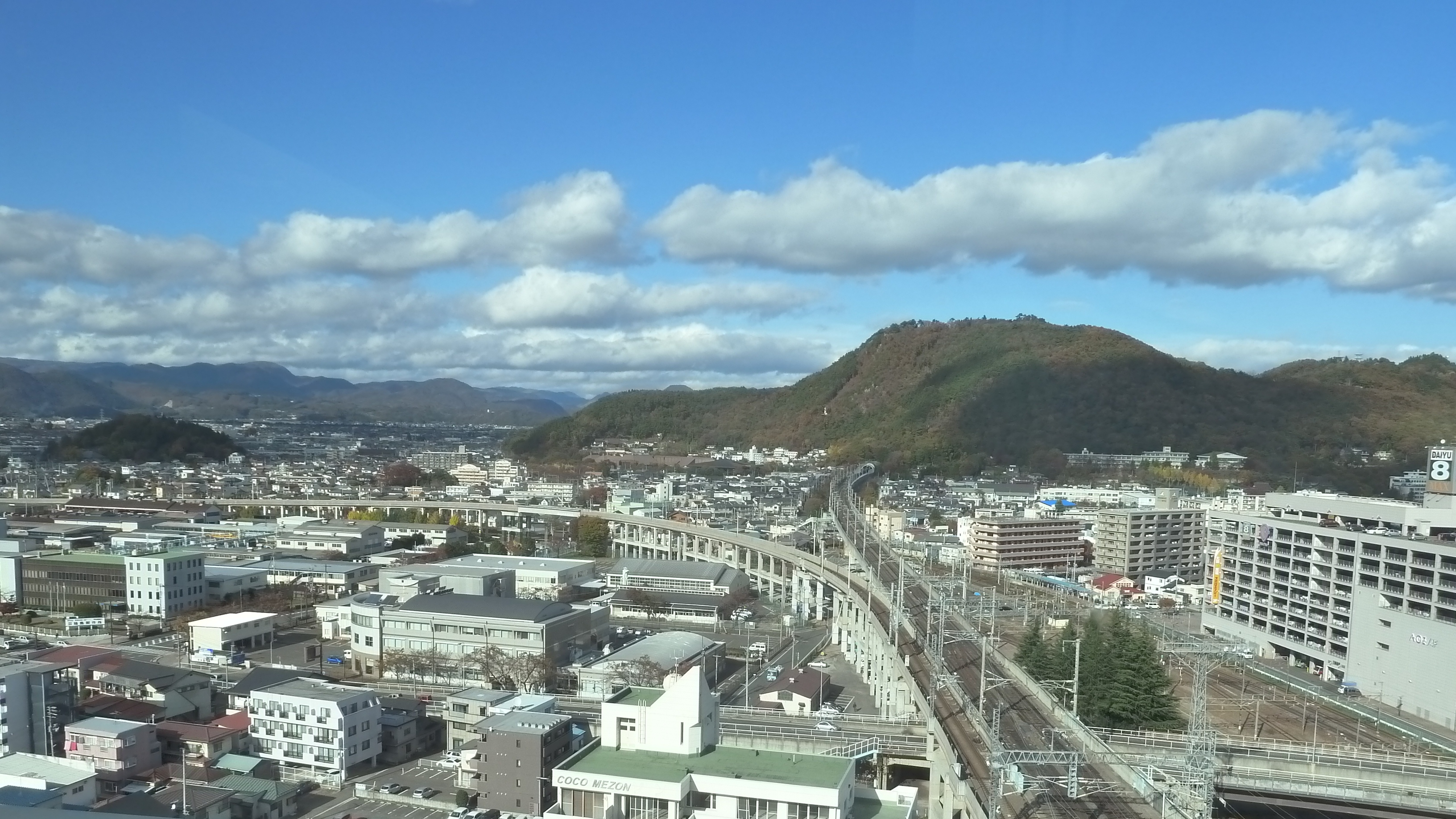
左：山形新幹線軌道　右：東北新幹線軌道と信夫山（2012年11月）
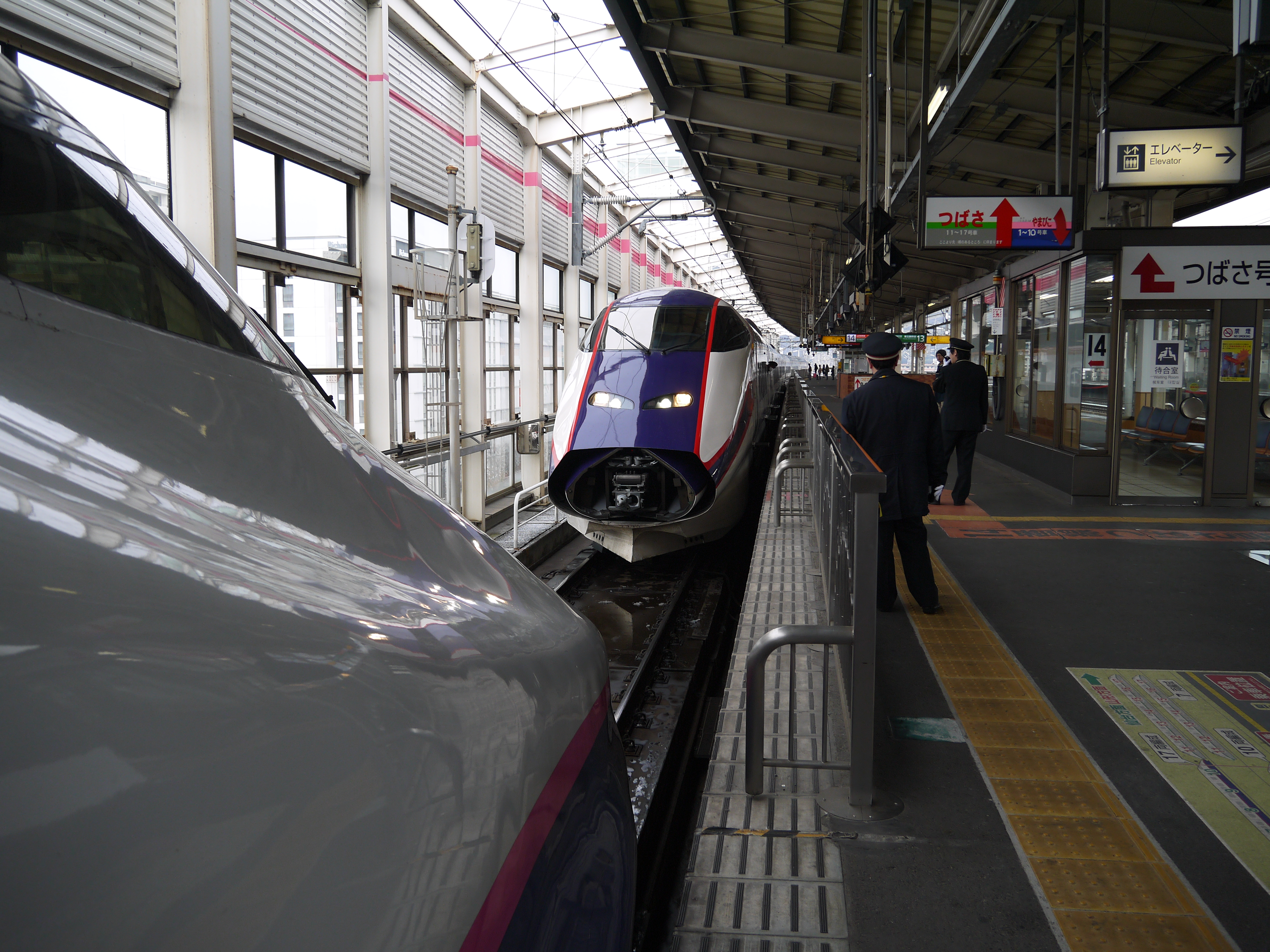
福島駅では東北新幹線車両と山形新幹線車両が連結・解結を行う（2016年1月）
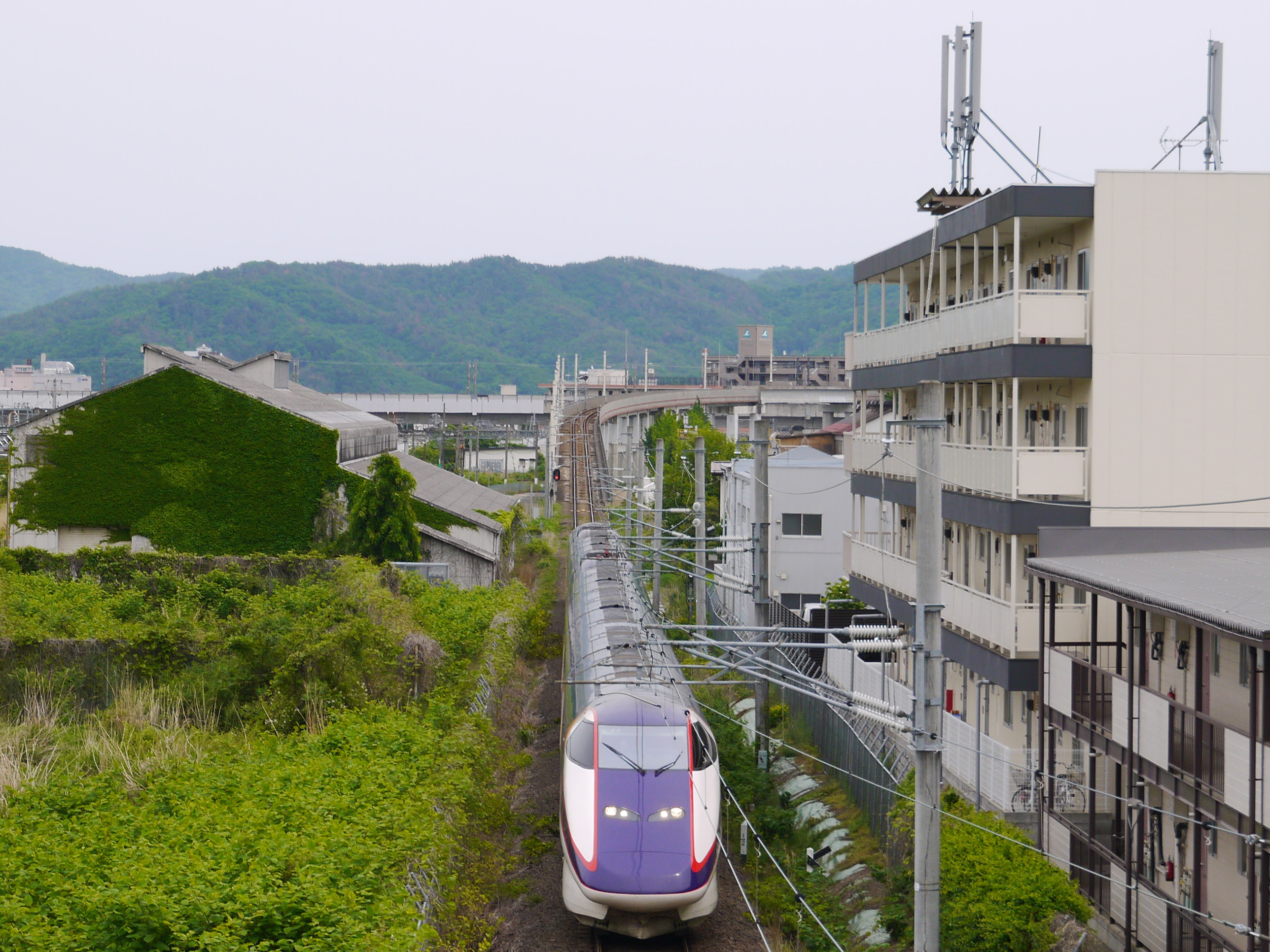
福島駅で分岐して米沢方面に向かう山形新幹線（2016年5月）
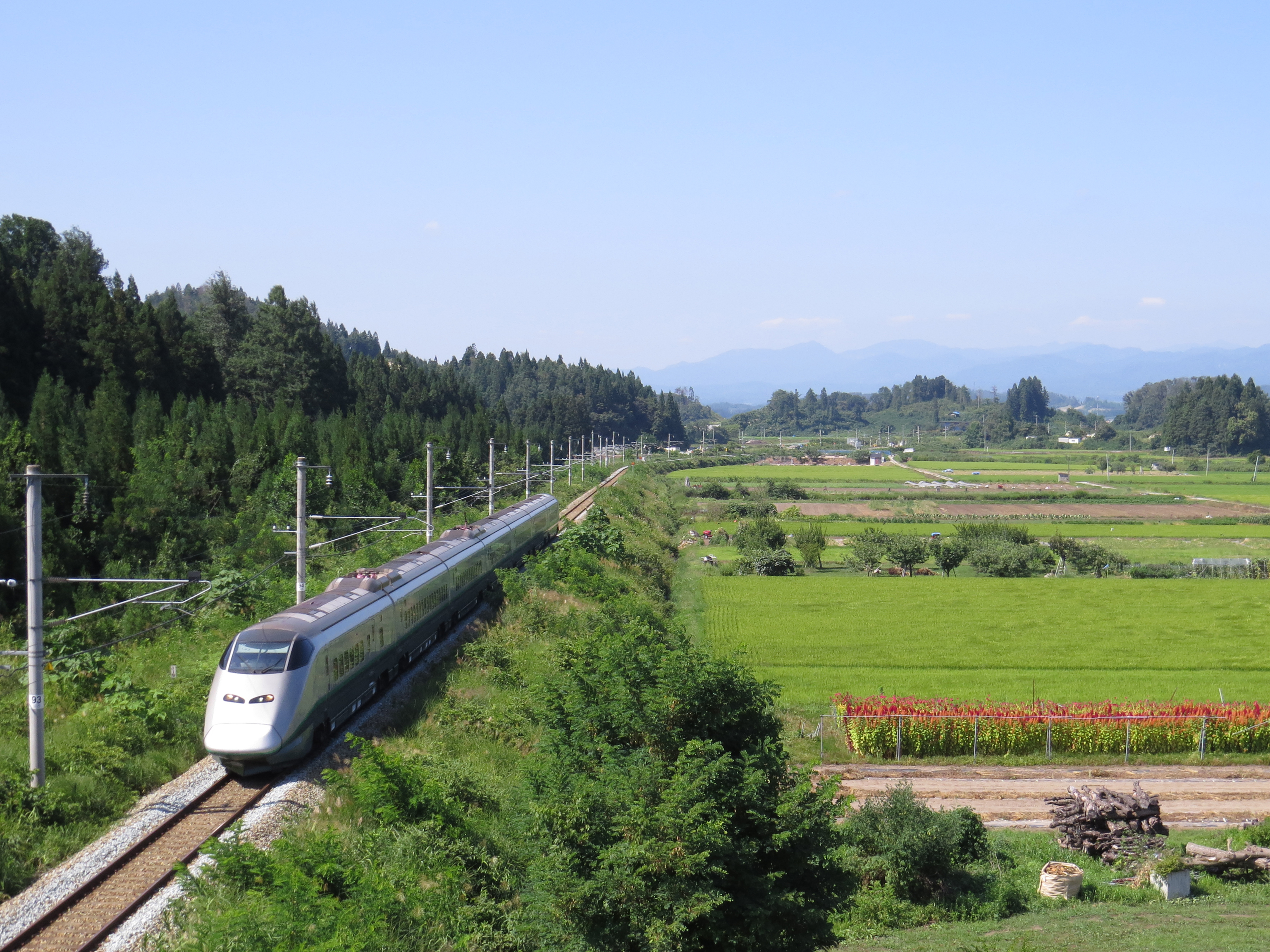
単線区間を走る山形新幹線（村山駅 - 袖崎駅間 2016年8月）

## 車両

### 現用車両
編成記号の「S」は、系列に関係なく非営業用車両全般に用いられている。

#### 営業車両
山形新幹線「つばさ」で使用されている車両は次のとおり。
- E3系（編成数は2024年3月16日時点）
  - 2000番台L61-72編成 - 7両編成12本

2026年春までに全ての車両が引退する予定である[27]。
- E8系 - 2024年3月16日から運行を開始した山形新幹線の新型車両[報道 14]。既存のE3系を置き換える予定である[報道 8]。

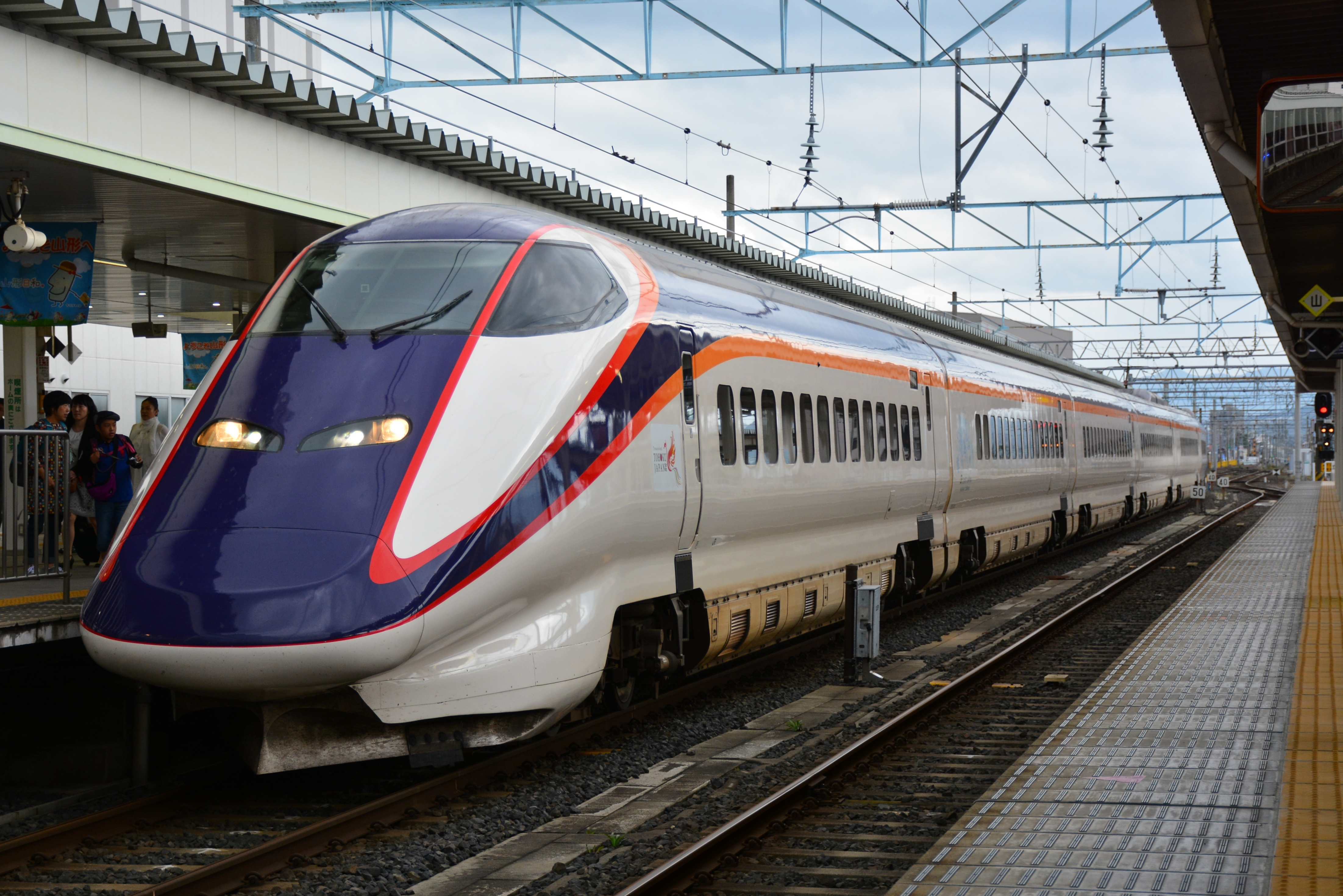
E3系2000番台
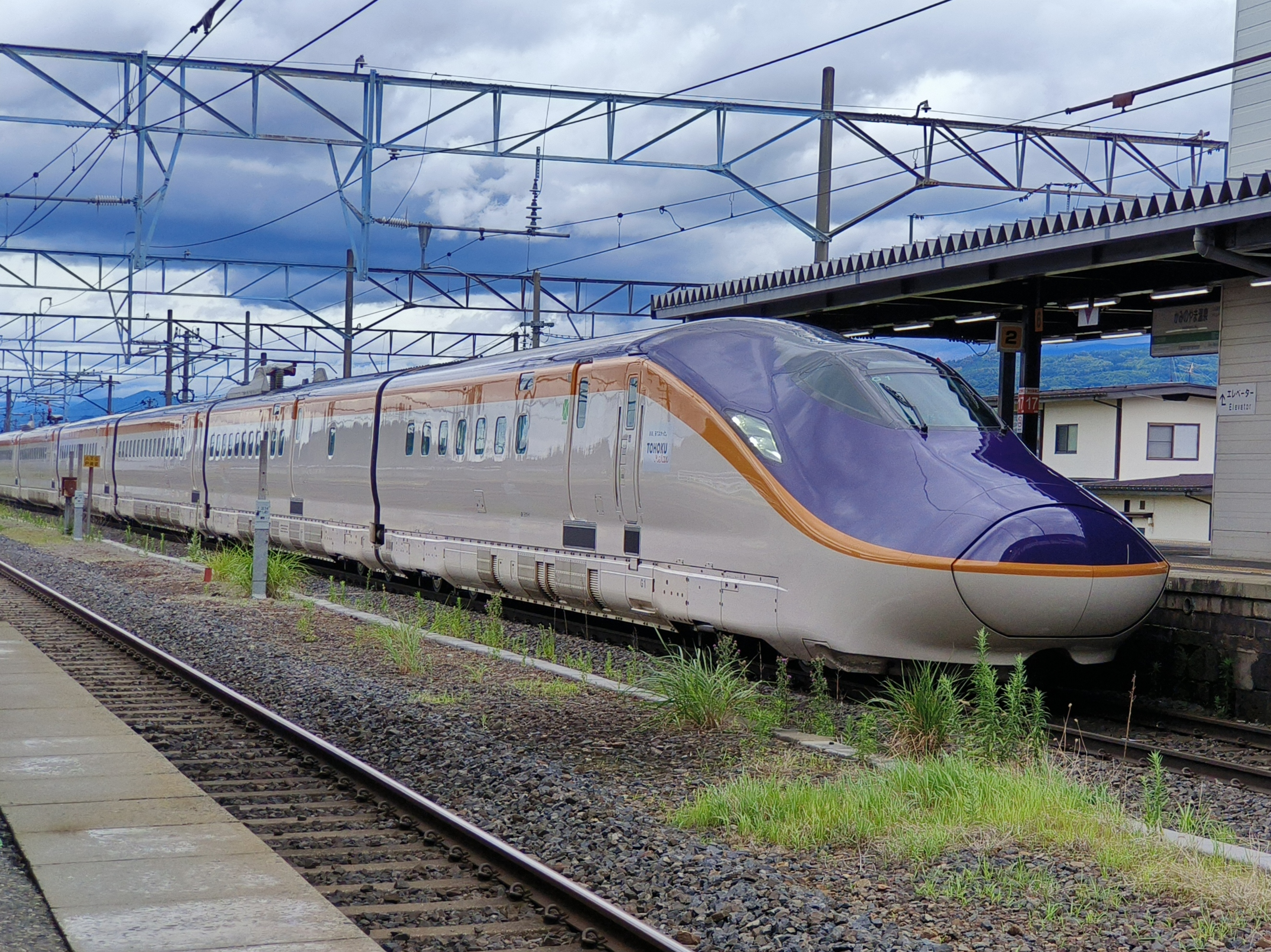
E8系

#### 事業用車両
- E926形 (East i) - S51編成、 電気・軌道総合試験車。

#### その他の車両
- E6系 - Z編成。2018年10月26日から27日にかけてZ9編成が横軸圧測定の試運転で乗り入れ。先頭車の台車カバーの一部を外してでの試運転となった[28]。

### 過去の車両

#### 営業車両
- 400系L編成 - 7両編成
- E3系1000番台L51・52編成 - 7両編成2本
- E3系700番台R18編成 - 6両編成1本。観光列車「とれいゆつばさ」編成

400系とE3系は運用上の区別はされておらず、共通の運用となっていた。2007年（平成19年）7月の定例社長会見において、2008年（平成20年）12月より新型車両（2008年10月にE3系2000番台に決定。7両編成12本の計84両）を導入の上、2009年（平成21年）夏までに全ての400系を置き換えることが発表された。
2010年（平成22年）4月18日にはさよなら運転が行われ、400系の営業運転が終了した。
E3系1000番台L51・L52編成は、新庄延伸時に導入された編成であった。2014年（平成26年）に0番台から改造された1000番台L54・L55編成への置き換えにより廃車となった。

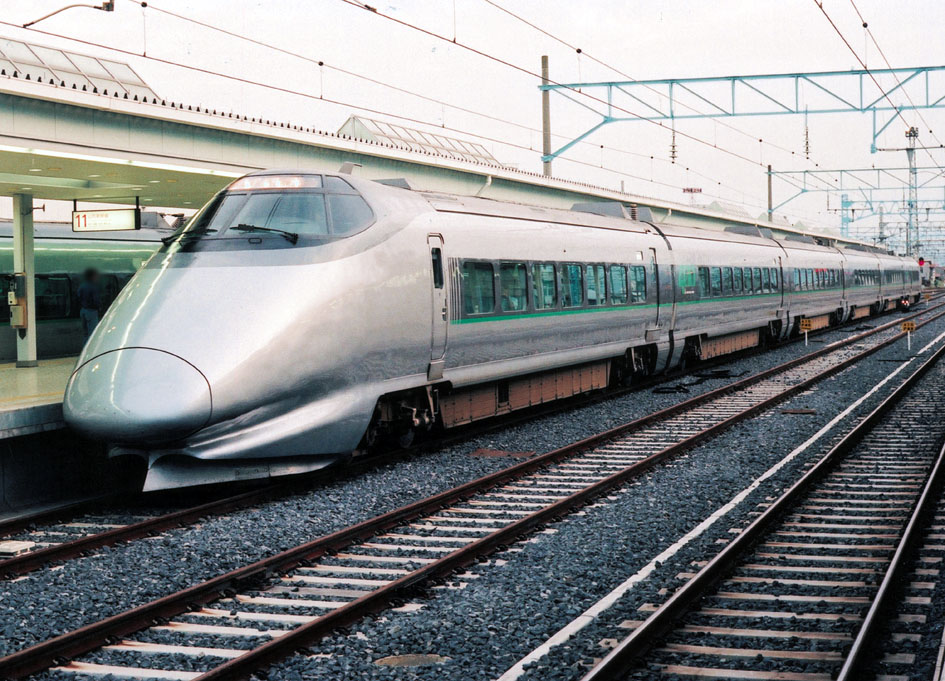
400系
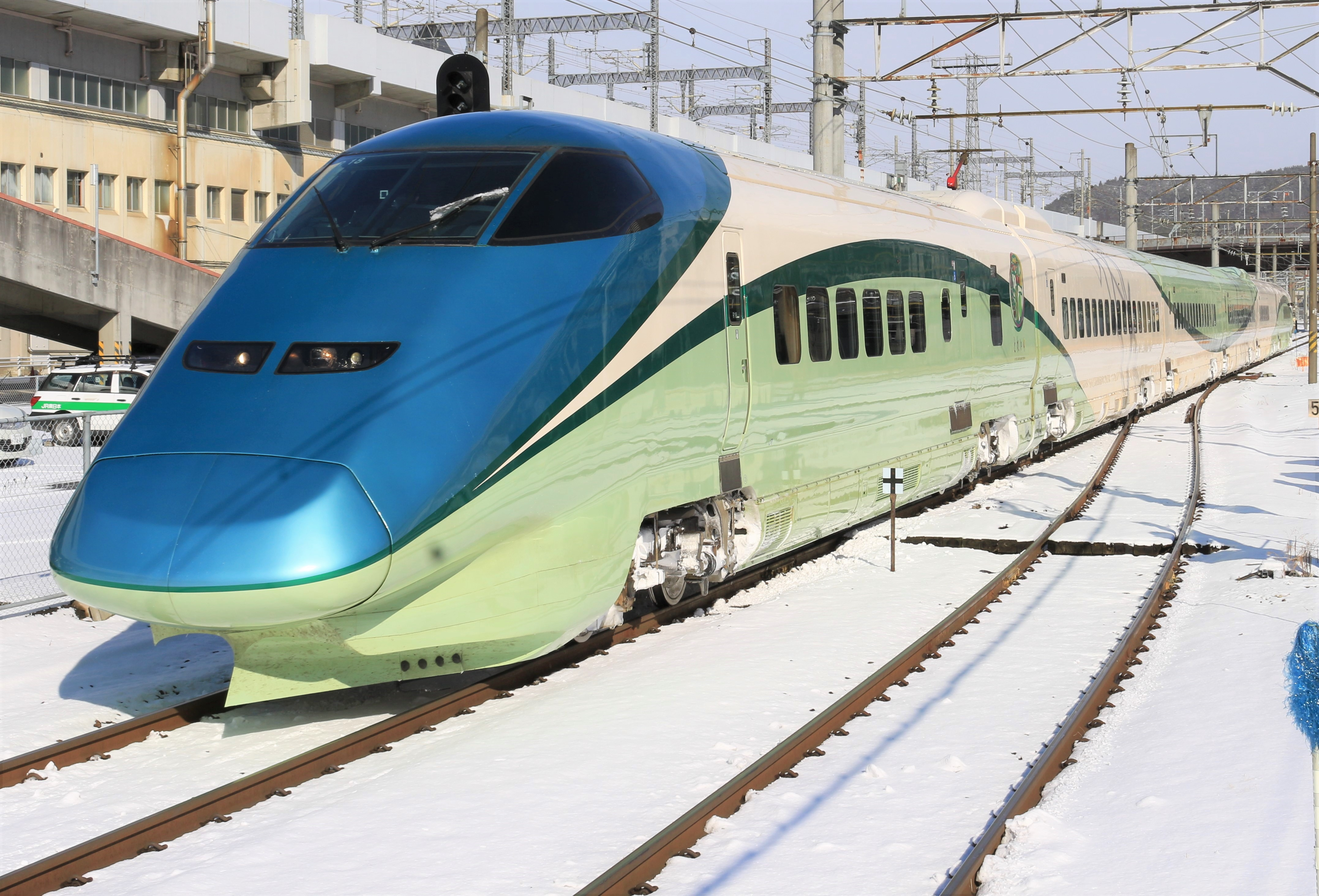
E3系700番台「とれいゆつばさ」編成

#### 事業用車両
- クモヤ743形 - 霜取りや落ち葉掃きに使用していた事業用交流電車。143系からの改造車で、当初は719系の検査回送での使用が想定されていた。
- DD18形ディーゼル機関車
- DD19形ディーゼル機関車
  - いずれの機関車も除雪用として在来線車両を標準軌に改軌したうえで運用された。ENR1000形モーターカーへの置き換えで全廃。

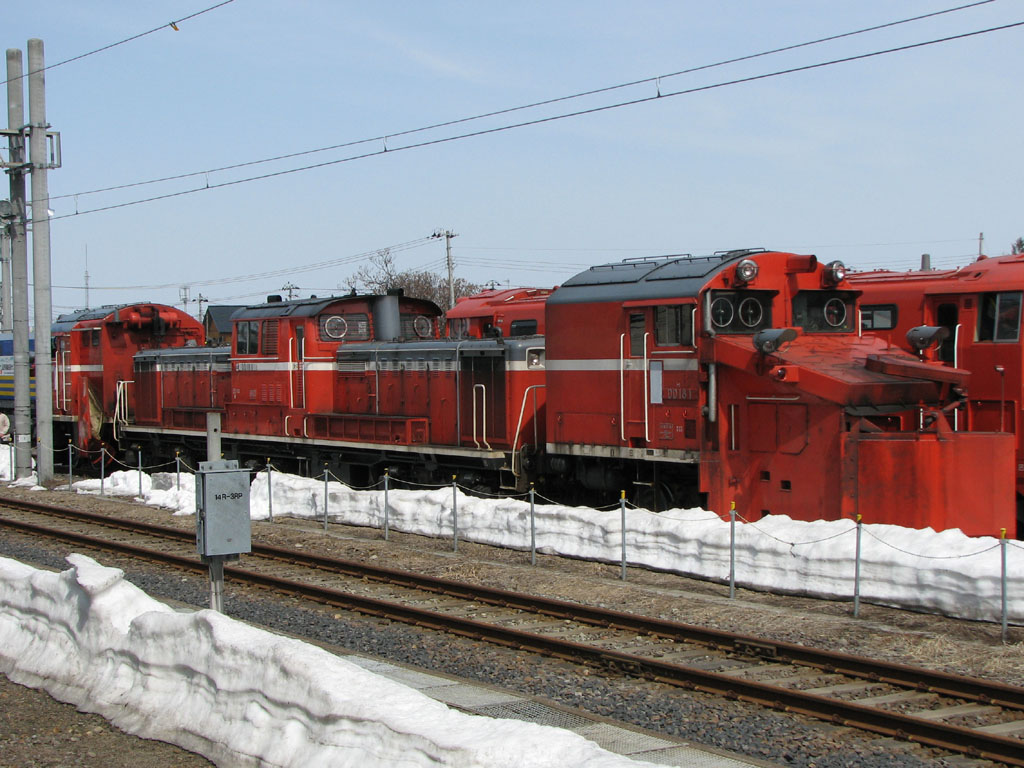
DD18形。DD51形にDE15形のラッセルヘッドを組み合わせている。

#### その他の車両
- E3系 - 秋田新幹線用のS8編成（R1編成）が試運転で乗り入れ。一度だけの希少な試運転となった。

## 営業

### 車内設備
全列車に全車指定の普通車（12 - 17号車）とグリーン車（11号車）を連結する。

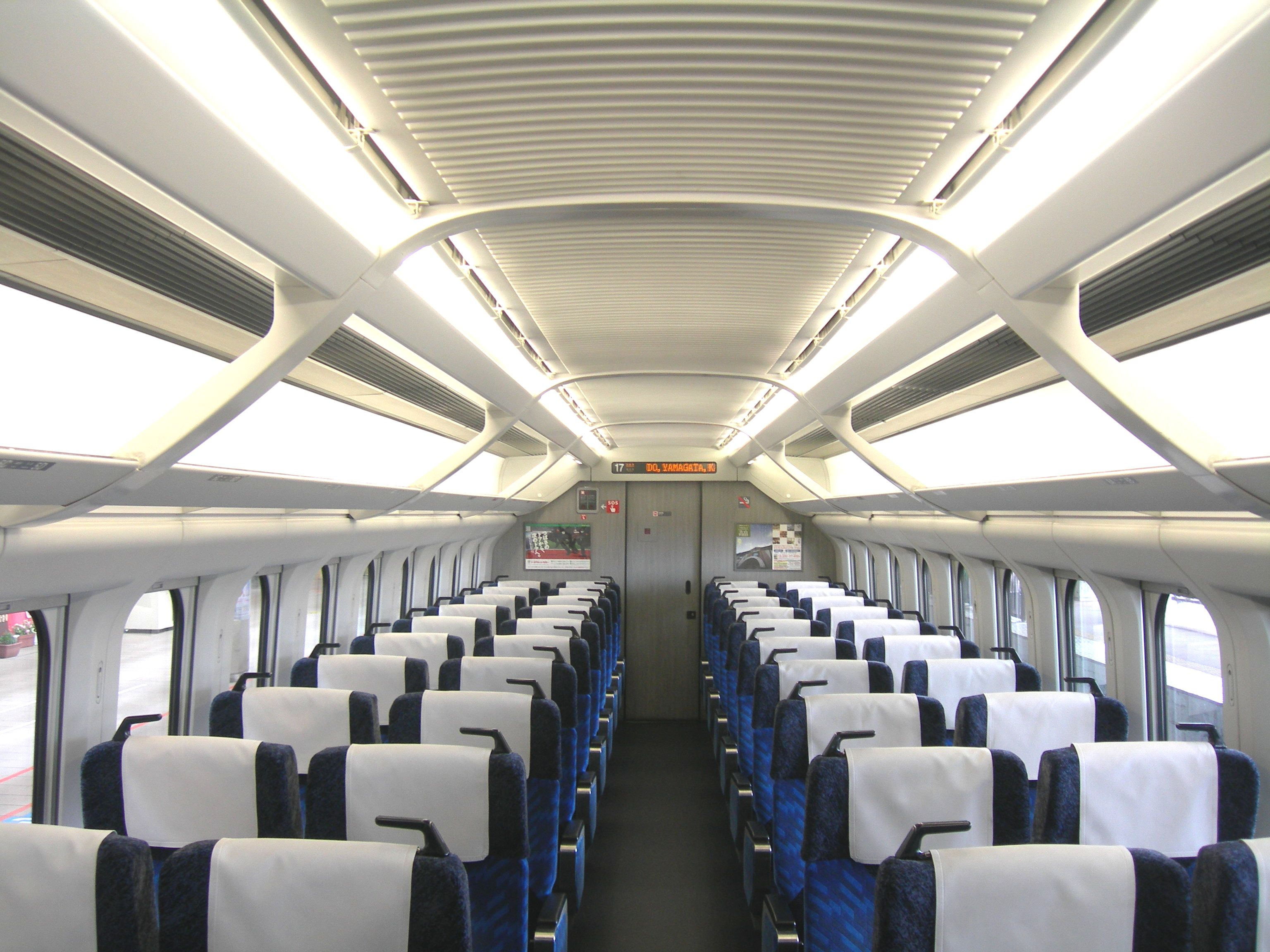
E3系1000番台の普通車 （16・17号車）
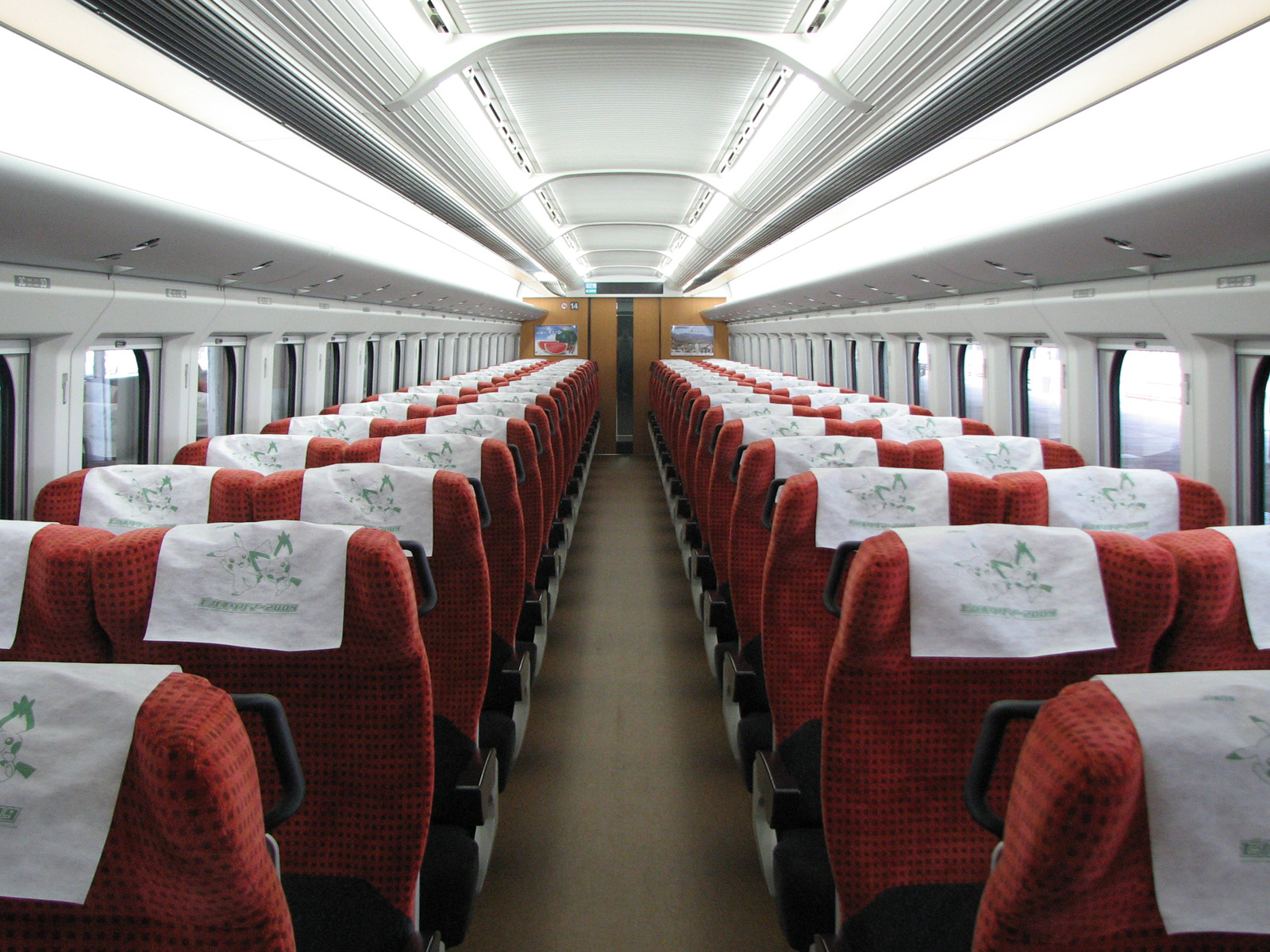
E3系2000番台の普通車

なお、JR東日本は2007年3月のダイヤ改正以降、東北・上越・山形・秋田の各新幹線および在来線特急列車の全てを禁煙車とし、喫煙ルームなども設けていないため車内での喫煙はできない。

## 運賃と特急料金
山形新幹線の運賃は通算の営業キロに基づいて算出する。東京駅 - 福島駅間の営業キロは対応する在来線である東北本線のものと同一になっている（同区間の営業キロは272.8キロメートル、実キロは255.1キロメートル）。
特急料金は乗車区間の東北新幹線の新幹線特急料金と奥羽本線の在来線特急料金を合算する。ただし東京駅 - 新庄駅間の相互駅間で改札を出ない場合に限り、普通車指定席利用時(通常期)はそれぞれの特急料金の合計額から530円を割り引く。
特急料金（指定席）は、閑散期は一律200円引き、繁忙期は一律200円増し、最繁忙期は一律400円増し。
山形新幹線「つばさ号」には自由席の連結はないが、奥羽本線内では特定特急券で普通車指定席の空席に着席することができる。また新幹線定期券FREX・FREXパルでは郡山駅 - 福島駅間でも山形新幹線「つばさ号」の普通車指定席の空席に着席することができる。このほか満席時には特急料金の530円引きで全区間を対象に立席特急券を発売することがある。
グリーン料金は通算の営業キロに基づいて算出する。
東北新幹線内の特急料金は「東北新幹線#運賃と特急料金」を参照。奥羽本線内の特急料金は以下の通り。
| 営業キロ・区間 | 特急料金（円） | 特急料金（円） |
| 営業キロ・区間 | 特定           | 指定席         |
| -------------- | -------------- | -------------- |
| 50キロ以下     | 760            | 1,290          |
| 51 - 100キロ   | 1,130          | 1,660          |
| 101 - 150キロ  | 1,580          | 2,110          |

## 駅一覧
- 「つばさ」停車駅のみ記載。列車ごとの詳細については、列車記事を参照。
- 乗車人員は東日本旅客鉄道の駅のもの（東京駅から福島駅は「新幹線駅別」、米沢駅から新庄駅は「駅別（ベスト100以下）」より抜粋）[29]。同欄のは前年度と比較した増()減()を表す。
- 接続路線は、同一線路を走行する路線以外を記す。

| 正式路線名         | 駅名        | 営業キロ  | 営業キロ  | 実キロ | 2022年度 乗車人員 （1日平均）                               | 接続路線 | 所在地                   | 所在地                   |
| 正式路線名         | 駅名        | 福島 から | 東京 から | 実キロ | 2022年度 乗車人員 （1日平均）                               | 接続路線 | 所在地                   | 所在地                   |
| ------------------ | ----------- | --------- | --------- | ------ | ----------------------------------------------------------- | --- | ------------------------ | ------------------------ |
| 東北新幹線         | 東京駅 山区 |           | 0.0       | 0.0    | 51,292                                                      | 東海旅客鉄道： 東海道新幹線 東日本旅客鉄道： 山手線 (JY 01)・ 京浜東北線 (JK 26)・ 中央線 (JC 01) 東海道線 (JT 01)・ 宇都宮線・高崎線 (JU 01)・ 常磐線（快速） 横須賀線・総武快速線 (JO 19)・ 京葉線 (JE 01) 東京地下鉄： 丸ノ内線 (M-17) | 東京都                   | 千代田区                 |
| 東北新幹線         | 上野駅 山区 |           | 3.6       | 3.6    | 9,560                                                       | 東日本旅客鉄道： 山手線 (JY 05)・ 京浜東北線 (JK 30) 宇都宮線・高崎線 (JU 02)・ 常磐線（快速）(JJ 01) 東京地下鉄： 銀座線 (G-16)・ 日比谷線 (H-17) 京成電鉄： 本線（京成上野駅: KS01）                                                    | 東京都                   | 台東区                   |
| 東北新幹線         | 大宮駅      |           | 30.3      | 31.3   | 25,514                                                      | 東日本旅客鉄道： 上越新幹線・北陸新幹線 京浜東北線 (JK 47)・ 宇都宮線・高崎線 (JU 07)・ 埼京線 (JA 26)・■川越線 東武鉄道： 野田線 (TD-01) 埼玉新都市交通： 伊奈線（ニューシャトル）(NS01)                                                 | 埼玉県 さいたま市 大宮区 | 埼玉県 さいたま市 大宮区 |
| 東北新幹線         | 宇都宮駅    |           | 109.5     | 109.0  | 10,344                                                      | 東日本旅客鉄道：■宇都宮線・■日光線・■烏山線 宇都宮ライトレール：■宇都宮芳賀ライトレール線（宇都宮駅東口停留場: 01） | 栃木県 宇都宮市          | 栃木県 宇都宮市          |
| 東北新幹線         | 郡山駅      |           | 226.7     | 213.9  | 6,847                                                       | 東日本旅客鉄道：■東北本線・■水郡線・■磐越東線・■磐越西線 | 福島県                   | 郡山市                   |
| 東北新幹線         | 福島駅      | 0.0       | 272.8     | 255.1  | 5,892                                                       | 東日本旅客鉄道： 東北新幹線・■東北本線 阿武隈急行：阿武隈急行線 福島交通：飯坂線 | 福島県                   | 福島市                   |
| 奥羽本線（山形線） | 福島駅      | 0.0       | 272.8     | 255.1  | 5,892                                                       | 東日本旅客鉄道： 東北新幹線・■東北本線 阿武隈急行：阿武隈急行線 福島交通：飯坂線 | 福島県                   | 福島市                   |
| 米沢駅             | 40.1        | 312.9     | 295.6     | 1,684  | 東日本旅客鉄道：■米坂線                                     | 山形県 | 米沢市                   |                          |
| 高畠駅             | 49.9        | 322.7     | 305.0     | 630    |                                                             | 山形県 | 東置賜郡 高畠町          |                          |
| 赤湯駅             | 56.1        | 328.9     | 311.2     | 1,018  | 山形鉄道：フラワー長井線                                    | 山形県 | 南陽市                   |                          |
| かみのやま温泉駅   | 75.0        | 347.8     | 330.1     | 1,198  |                                                             | 山形県 | 上山市                   |                          |
| 山形駅             | 87.1        | 359.9     | 342.2     | 8,737  | 東日本旅客鉄道：■仙山線・■左沢線                            | 山形県 | 山形市                   |                          |
| 天童駅             | 100.4       | 373.2     | 355.5     | 1,139  |                                                             | 山形県 | 天童市                   |                          |
| さくらんぼ東根駅   | 108.1       | 380.9     | 363.2     | 1,224  |                                                             | 山形県 | 東根市                   |                          |
| 村山駅             | 113.5       | 386.3     | 368.6     | 724    |                                                             | 山形県 | 村山市                   |                          |
| 大石田駅           | 126.9       | 399.7     | 382.0     | 588    |                                                             | 山形県 | 北村山郡 大石田町        |                          |
| 新庄駅             | 148.6       | 421.4     | 403.7     | 1,033  | 東日本旅客鉄道：■奥羽本線（秋田方面）・■陸羽西線・■陸羽東線 | 山形県 | 新庄市                   |                          |

## 需要
交通需要について国土交通省が2000年（平成12年）に調査した都道府県間鉄道旅客流動データによると、山形県を目的地とする鉄道旅客のうち、東北新幹線沿線（東京都・埼玉県・栃木県・福島県）からの年間旅客数は99.9万人であった。これらの各出発地のうち最も旅客数が多かったのは東京都の66.5万人、次いで埼玉県の18.3万人、福島県の11.4万人である。一方、山形新幹線沿線（山形県）を出発地として東北新幹線沿線（福島以南）を目的地とする年間旅客数は113.3万人であった。これらの各目的地のうち最も旅客数が多かったのは東京都の75.4万人、次いで埼玉県の20.3万人、福島県の14.7万人である。
沿線各都県間の旅客流動状況（2000年）は以下の通り。
| 目的地＼出発地 | 東京圏＊ | 栃木県 | 福島県 | 合計  |
| -------------- | -------- | ------ | ------ | ----- |
| 山形県         | 1,242    | 37     | 114    | 1,393 |
| 出発地＼目的地 | 東京圏＊ | 栃木県 | 福島県 | 合計  |
| 山形県         | 1,472    | 29     | 147    | 1,648 |

（単位：千人/年）
＊東京圏：東京都、埼玉県、千葉県、神奈川県とする。
東京圏 - 山形県庄内地方の鉄道旅客流動は羽越本線・上越新幹線利用者も含む。
また、秋田県内陸南部（湯沢市や横手市など）、特に新幹線はおろか在来線特急も通らない、湯沢駅 - 大曲駅間の需要も多い。同県内陸南部から東京方面へは、大曲駅で秋田新幹線「こまち」を利用したほうが所要時間が短く本数も多いが、遠回りの経路であるため、山形新幹線新庄駅経由の方が安く東京へ行けること、新庄駅で奥羽本線から山形新幹線へ平面での乗り換えができること、新庄駅の始発列車が6時以前で、山形新幹線経由のほうが早く東京に着くことなどがある。さらに国道13号に面している新庄駅東口には、1,500台の無料駐車場があるため、同県南部からのパークアンドライド利用者もいる。

## 問題点
山形新幹線はミニ新幹線方式を採用したため、狭軌（軌間 1,067 mm）だった奥羽本線の山形新幹線走行区間（福島駅 - 新庄駅間）を標準軌（同1,435mm）に改軌する必要があった。しかし、それによって山形駅以南と在来線の仙山線や左沢線、新庄駅以北の各線が直通できなくなる不都合が生じた。なお、山形駅 - 羽前千歳駅間は狭軌・標準軌の単線並列のため、仙山線と左沢線は山形駅まで直通可能である。
開業当初は、踏切や信号操作のトラブル、東北新幹線との連結ミスなどが相次ぎ、踏切事故が発生した時には「新幹線踏切事故」と報道された。「新幹線」とはいえ、奥羽本線を改軌・改築した区間には130km/hの速度規制があるが、普通の新幹線並みの高速度で踏切事故を起こしたと誤解を招くものであった。開業後、各踏切は他の在来線にはないゲート状の大掛かりなものに改良されている。
前述の通り、「つばさ」は福島駅で「やまびこ」と増解結を行うが、東北新幹線と奥羽本線とのアプローチ線が福島駅の下り副本線（待避線）から単線で分岐するという構造のため、福島駅付近が単線になっていると共に、「つばさ」と併結する上り「やまびこ」は福島駅構内で下り本線と二度平面交差する必要があることから、特に降雪で遅れが生じる冬期間は福島駅付近での（山形新幹線及び東北新幹線の）輸送障害が全線に波及するという問題が生じている。このため、山形方面から福島駅新幹線上りホームに接続する新たなアプローチ線の建設が検討され、2020年（令和2年）3月に工事計画の詳細が発表されている（後述）。
なお、山形空港の年間利用客数は1991年（平成3年）に約70万人でピークとなったが、ドル箱路線である羽田空港便と競合する山形新幹線の開通で1992年から減少に転じ、2009年（平成21年）にはピーク時の4分の1以下の約17万人にまで落ち込んでいる。そのため、空路維持を目的とした助成が行われている。

## 輸送改善計画
JR東日本は2020年（令和2年）3月3日に山形新幹線の輸送改善計画を発表した。大きく2つの項目から成る。
新型車両「E8系」の投入
福島駅以南でのスピードアップと快適性の向上を主眼に投入される予定の車両。2024年（令和6年）3月16日から2026年（令和8年）春にかけて7両編成15本・計105両を投入し、現行のE3系を順次置き換える。（当初予定から2本・計14両削減される）
E5系、H5系と併結することで、東北新幹線の宇都宮駅 - 福島駅間で最高速度300km/hでの運転を目指すとしている。秋田新幹線向けE6系に類似したデザインながら、先頭形状の見直しなどによりE6系より多い編成定員355名を確保する。
また、大型荷物置場の全車両への設置、電源コンセントの全席配置、車椅子スペースの増設など、設備を充実させたものとする。
福島駅上りアプローチ線の新設
前述のとおり、福島駅構内での東北新幹線平面交差の解消と、福島駅付近の単線区間解消による輸送障害対策のため実施されるもので、福島駅構内（現アプローチ線終点付近）から新線を建設し、東北新幹線をくぐって福島駅新幹線上りホームにとりつく高架橋を建設するというもの。2021年（令和3年）4月に工事に着手し、2026年（令和8年）度末の完成を予定している。
このほか、福島駅 - 米沢駅間の新トンネル計画がある。トンネルが開通すれば同区間がフル規格に変更され所要時間が10分以上短縮されるとされている。なお建設時期は現時点では未定である（「新トンネル整備構想」の節を参照）。

## 機能強化構想

### 酒田延伸
2000年（平成12年）の第42回衆議院議員総選挙で庄内地方を地盤とする加藤紘一が「庄内にミニ新幹線を通す」ことを公約に掲げ、さらに当時の高橋和雄山形県知事が庄内延伸構想を明らかにした。2002年（平成14年）2月には酒田商工会議所会頭であった新田嘉一らが中心となり庄内延伸促進期成同盟会が結成され、県やJR東日本に対し積極的な陳情を開始し、同年4月の定例会見で高橋知事が庄内延伸を「本腰を入れ研究する時期が来ている」と述べ、県が設置した山形新幹線機能強化検討委員会などにおいて検討していく方針を示した。
県は2003年度から3カ年計画で山形新幹線の庄内延伸と板谷峠のトンネル化（「新トンネル整備構想」）の検討を始め、2005年（平成17年）2月には県は機能強化検討委員会に庄内延伸の終着駅は酒田駅だけと報告し、新庄駅 - 酒田駅間55.2キロメートルにミニ新幹線を走らせると酒田駅 - 東京駅間は18分短縮され3時間43分となり、費用は350億円、年間の経済波及効果は10億4千万円。福島駅 - 米沢駅間の板谷峠にトンネルを抜くと840億円かかり、16分の短縮ができると試算した。県では、置賜地方から庄内地方までを1本の鉄路で直結することによる県土軸の構築が図れるとして推進する意見が強かった。しかし、2005年（平成17年）1月の山形県知事選で高橋を破り初当選した斎藤弘は酒田延伸について「費用対効果から判断する」としていたため、酒田ではこの時点でほとんどの人が庄内延伸は棚上げとなったと受け止めていた。
2006年（平成18年）3月6日、県は山形新幹線の庄内（酒田）延伸と羽越本線高速化についての調査結果を山形県議会に報告し、時間短縮、費用対効果の観点から新幹線延伸より、羽越線高速化が有効と結論づけた。これによって県は事実上庄内延伸を断念した。
その後、2012年10月の酒田市長選に高橋県政下において県総務部長などを歴任した本間正巳が、新幹線庄内延伸を公約として出馬し、初当選した。本間は2013年（平成25年）3月に国立社会保障・人口問題研究所が地域別将来推計人口を公表した際に庄内の人口が大幅に減るとの指標を示すと、以前にも増して事あるごとに庄内に新幹線を延伸する必要があると唱え始めた。他方、庄内地方のもう一つの拠点都市である鶴岡市は、羽越本線経由の上越新幹線延伸（羽越新幹線）または軌間可変電車導入、在来線改良に積極的であり、両市の意見は対立していた。
しかし、2015年5月14日に庄内地域の市町、議会、経済団体等で組織する庄内開発協議会は、吉村美栄子知事に対する要望の席で、会長であった榎本政規鶴岡市長が「域内交通を考えた時に陸羽西線高速化（山形新幹線の庄内延伸）もまた重要である」と吉村知事に説明し、副会長であった本間も「2市3町が整備（羽越新幹線）、羽越線高速化、山形新幹線の延伸でまとまってがんばろうとなった」と述べ、庄内が一体となり協調して高速交通網の整備促進に取り組む姿勢を表明した。また、同年9月には酒田市の強い要望で2008年5月から活動を休止していた陸羽西線高速化促進市町村連絡協議会が、病死した本間の後継として酒田市長に当選した丸山至が会長に就き再開され、新幹線庄内延伸を目指し吉村知事らに働きかけを行っているほか、講演会を開くなどしている。

### 大曲延伸
新庄駅から大曲駅（秋田県）までの延伸が沿線自治体の一部で論議されており、山形・秋田両県で組織される山形新幹線延伸早期実現期成同盟会と、2001年（平成13年）に結成された湯沢市（秋田県）を事務局とする山形新幹線大曲延伸推進会議が実現を訴えている。
秋田県が2003年3月に策定した「あきた21総合計画」第2期実施計画では新幹線延伸について、沿線市町村の積極的取り組みを前提に、JR東日本、山形県との協議を踏まえ2010年までに着手すると謳ってはいたものの具体的な道筋は示していなかった。秋田県南では地元自治体主催の山形新幹線大曲駅延伸の集会などが開かれているが、秋田県建設交通政策課では新庄 - 大曲間の事業費を概算で1300億円以上と見積もっており、2003年12月に秋田県議会建設委員会に置いて秋田県はJR東日本秋田支社からの意見を聴衆した際に「採算性を確保できるかどうかの見極めが大切。行政側から黒字化が見込める枠組みの提示が必要だ」との回答があったことを報告し、多額の費用負担を伴う鉄道整備の早期実現は難しいため高速交通網の整備は高速道路を優先したいとし、国に対し新たな建設手法の構築を求めて行きたいとしていた。
また、改軌延伸を困難にしている一因として、軌道連続更新機（愛称：ビッグワンダー）が秋田新幹線の開業工事に続いて新庄延伸工事で使われた後に必要性がなくなったため、JR東日本がタイ国有鉄道へ売却して日本国内には無いという事情も挙げられる。

### 新トンネル整備構想
安全・安定輸送の実現を図るため、板谷峠に21.9kmのトンネルを掘って短絡路線を新設するなどの改良計画がある。2002年（平成14年）の山形県議会における政策提言では、事業費を840億円と見込み、所要時間が16分短縮されるとしている。
2015年（平成27年）5月の山形県知事とJR東日本の社長との会談で、JR東日本は山形新幹線の運休や遅れにつながる大雨・豪雪対策について、2017年（平成29年）までの2年間で福島 - 米沢間の抜本的な対策に向けて調査すると表明し、その結果がまとまり、2017年（平成29年）11月29日、JR東日本が山形県に概要を説明した。それによれば県境部にトンネルを掘削する場合、地形や地質などを考慮し、現在の山形新幹線を前提とした事業費を1500億円と見積もり、吉村美栄子知事が要請していた将来のフル規格新幹線に対応可能なトンネル断面に広げる場合は120億円の増額と試算した。これを受け、12月1日に吉村知事がJR東日本本社の冨田哲郎社長を訪ね、トンネル整備の早期事業化を要望した。
こののち、県とJR東日本はトンネル新設について協議を重ねてきたが、2021年（令和3年）、JR東日本は急カーブを緩やかな曲線に変え、直線に近いルートを想定することで、東北新幹線などのフル規格新幹線仕様と同じ平均時速200キロ以上の走行を可能とするなどの新たな提案を示した。この提案はトンネル内で減速の必要がなくなり、フル規格実現を目指す県の意向と合致したことから、県は県議会9月定例会にトンネル新設に関する調査費2200万円（限度額）を債務負担行為として盛り込んだ2021年度一般会計補正予算案を提案した。補正予算案が可決されれば、両者が共同して同年度中にも調査準備に入る。このトンネル新設について、9月30日の定例会見でJR東日本の三林宏幸仙台支社長は「地元の理解、協力を得ながら事業化を進めていきたい」と語り、多額の事業費については「県、国に説明しながら、どういう（負担の）形になるかを含めて検討し取り組みたい」と述べた。

## CM
1990年（平成2年）2月からJR東日本のイメージキャラクターに起用された小泉今日子が、出演する開業告知CMである山形新幹線つばさ「答えは15（30）秒後」シリーズが開業時には出稿されたほか、同年には当時電通クリエティブディレクターであった大島征夫がプロデュースした山形新幹線の開業にあわせ東北の各駅長を出演させて日本の古里を表現した「その先の日本へ」シリーズも出稿された。また新庄延伸時には、「つばさ」を温泉新幹線として売り出そうと、ユーモラスなCMが出稿されている。